# Falls Creek
Falls Creek é uma estação de esqui alpina na região de Hume, no nordeste de Vitória, na Austrália. Ele está localizado no Alpine National Park, nos Alpes Vitorianos, a aproximadamente 350 km por estrada de Melbourne, com a cidade mais próxima Mount Beauty, a aproximadamente 30 km (20 milhas) de distância. O resort fica entre uma altitude de 1.210 e 1.830 m acima do nível do mar, com o ponto mais alto de 1.780 m. É possível esquiar no pico próximo do Monte McKay a 1.842 m (6.043 pés), acessado por snowcat a partir do resort.